# Aston Martin DP100
L'Aston Martin DP100 Vision Gran Turismo (Design Prototype 100) est un concept car entièrement virtuel de jeu vidéo du constructeur automobile britannique Aston Martin. Présentée en maquette taille réelle au Festival de vitesse de Goodwood 2014, elle est exclusivement destinée au jeu vidéo Gran Turismo 6 de la console de jeux vidéo PlayStation 3 de Sony.

## Historique
Avec un des designs de science-fiction les plus hors norme et futuriste de la marque, un arrière inspiré des Aston Martin DBX Concept, Aston Martin DB10, Jaguar C-X75..., et un moteur central V12 biturbo de 811 chevaux fictif, ce modèle fait partie d'une vingtaine de véhicules conceptuels virtuels de la série « Vision Gran Turismo » du jeu vidéo Gran Turismo 6 (voir liste des voitures Vision Gran Turismo).

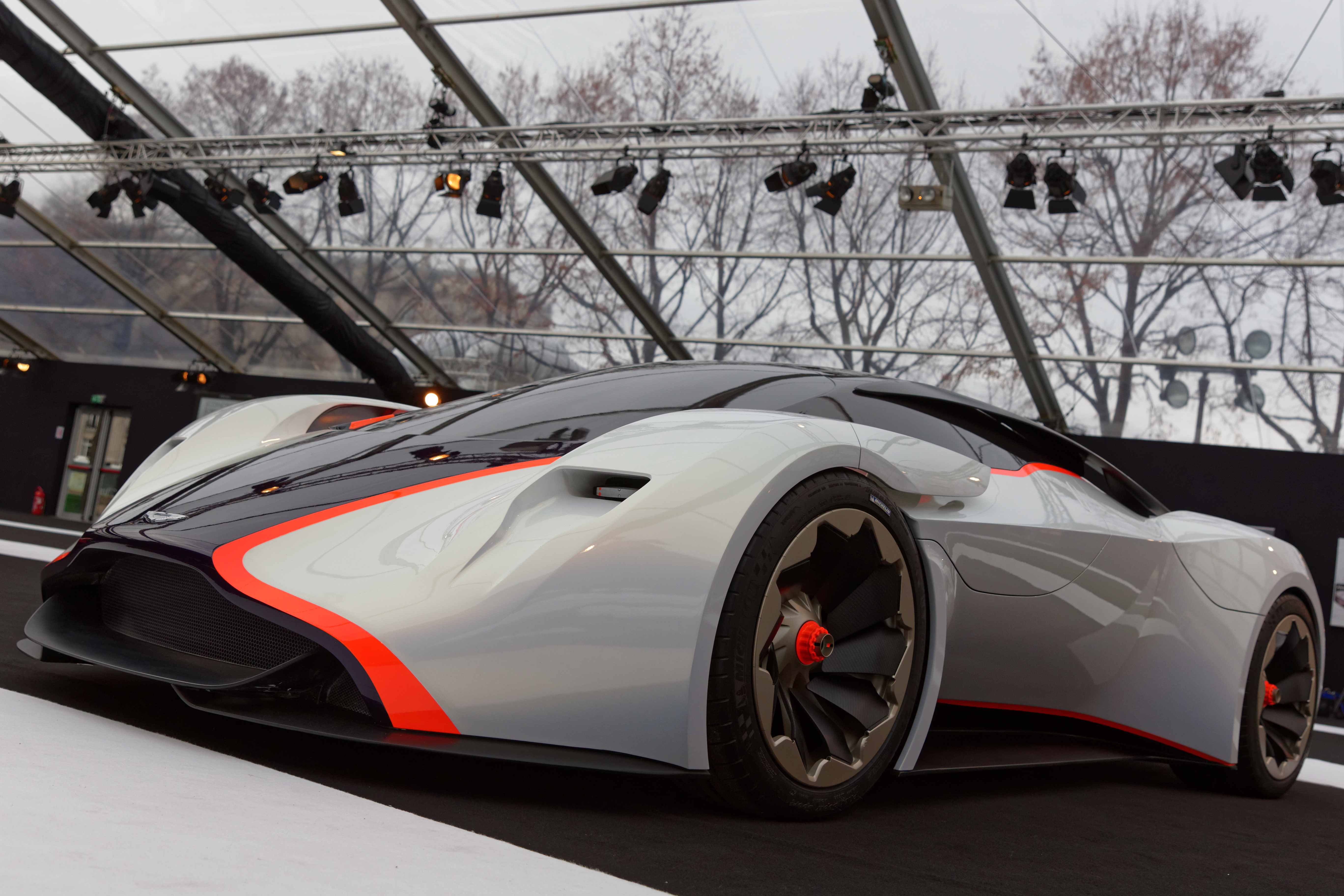
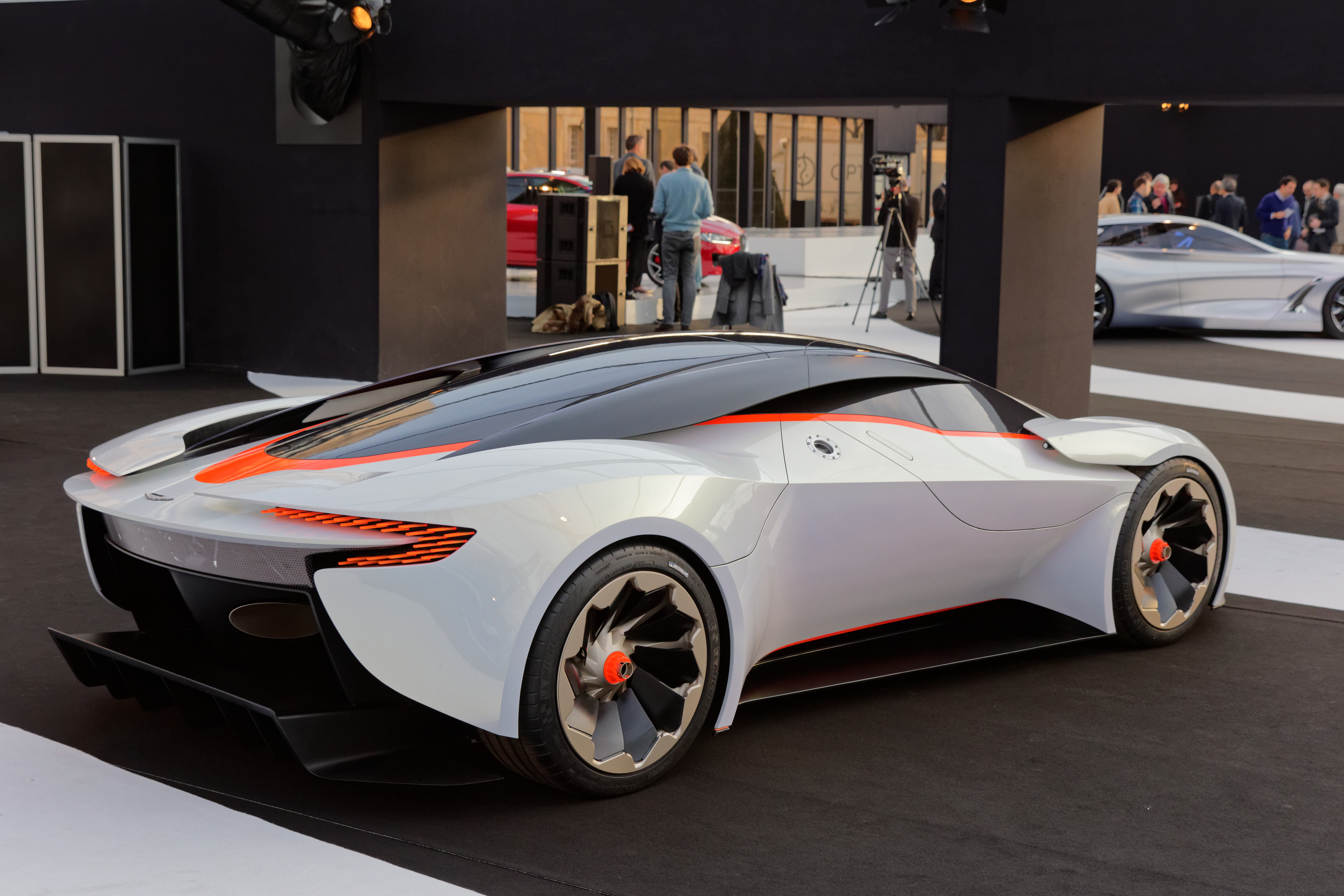

À la suite de la création du concept car Aston Martin CC100 de 2013, pour fêter les 100 ans de la marque Aston Martin (créée en 1913 par Lionel Martin et Robert Bamford), Marek Reichman, directeur du design Aston Martin, et son équipe, créent ce modèle entièrement virtuel en 6 mois, au bureau d'étude du siège de Gaydon, dans le Warwickshire, en Angleterre.

## = Liens externes
- www.dp-100.astonmartin.com
- DP-100 sur www.youtube.com
- Présentation par son concepteur Marek Reichman sur www.youtube.com